# Records de Roger Federer
Cette page traite des différents records détenus par le joueur de tennis suisse Roger Federer.

## Séries de victoires

### Records battus
- Federer a gagné 124 matchs consécutifs contre les joueurs classés hors du Top 5 dans les tournois de Grand Chelem (Wimbledon 2004 - US Open 2009, record absolu). Ce record a pris fin contre Juan Martín del Potro à l'US Open 2009 classé alors 6e. Del Potro a été classé 5e à la fin du tournoi.

## En Grand Chelem

### Records battus

#### Records de victoires
- Record de titres à Wimbledon avec 8 titres. Il devance William Renshaw (avant l'ère Open), Pete Sampras et Novak Djokovic qui comptent 7 titres chacun.
- Le seul à avoir remporté au moins cinq titres dans trois Grand Chelem différents (Open d'Australie, Wimbledon et US Open).
- Le seul à avoir une série de 5 titres consécutifs dans deux tournois du Grand Chelem différents (Wimbledon de 2003 à 2007 et US Open de 2004 à 2008).
- Le seul dans l'ère Open à avoir gagné 5 fois consécutivement l'US Open (2004, 2005, 2006, 2007 et 2008). Avant l'ère Open, l'Américain Bill Tilden avait remporté 6 fois consécutivement l'US Championship (actuel US Open) de 1920 à 1925.
- Le seul à avoir réalisé le doublé Wimbledon - US Open 4 fois (4 annés consécutives, de 2004 à 2007). Novak Djokovic a réalisé trois fois ce doublé (sur des années non-consécutives).
- Le seul à avoir réalisé le triplé Wimbledon - US Open - Open d'Australie deux fois de suite (2005/2006 et 2006/2007). Novak Djokovic l'a réalisé deux fois aussi mais pas consécutivement.
- Il est le seul joueur à avoir remporté 8 Grands Chelems en trois ans (2005-2007), 11 en 4 ans (2004-2007), 12 en 5 ans (2003-2007), 16 en 8 ans (2003-2010).
- Federer est le seul joueur de l'ère Open à avoir remporté 6 tournois du Grand Chelem en 7 éditions successives (du Tournoi de Wimbledon 2005 à l'Open d'Australie 2007)[5].
- Pendant 6 ans, Federer n'a jamais perdu, en Grand Chelem, contre un autre adversaire que le futur vainqueur du tournoi (Marat Safin, Rafael Nadal, Novak Djokovic, Juan Martín del Potro). (Depuis sa défaite au troisième tour des Internationaux de France, en 2004, jusqu'à sa défaite en quart de finale des Internationaux de France 2010).

#### Records de finales
- Nombre de finales consécutives en Grand Chelem : 10, fin de série à l'Open d'Australie 2008 avec une défaite en demi-finale face à Novak Djokovic ; le deuxième de l'ère Open est Federer lui-même avec 8 autres finales consécutives (de Roland-Garros 2008 à l'Open d'Australie 2010) ; le troisième est Novak Djokovic avec 6 finales consécutives.
- Record de finales à Wimbledon avec 12 finales. Novak Djokovic est deuxième avec 10 finales.
- Record de finales jouées sur gazon avec 12 finales (à Wimbledon). Novak Djokovic est deuxième avec 10 finales sur gazon.
- Federer est le seul joueur de l'histoire à avoir atteint sept fois de suite la finale de Wimbledon (de 2003 à 2009).
- Federer a atteint 18 finales en 19 Grands Chelem consécutifs (de Wimbledon 2005 à l'Open d'Australie 2010) (record absolu).

#### Records de demi-finales
- Nombre de demi-finales consécutives en Grand Chelem : 23 (record absolu, tous sexes confondus; stoppé par Robin Söderling au stade des quarts de finale à Internationaux de France de tennis 2010). Le deuxième de l'ère Open est Novak Djokovic avec 14 demi-finales de Grand Chelem d'affilée.
- Record de demi-finales à l'Open d'Australie avec 15 demi-finales.
- Record de demi-finales à Wimbledon avec 13 demi-finales. Novak Djokovic à égalité avec 13 demi-finales.
- Record de demi-finales jouées sur surface dure avec 25 demi-finales (15 à l’Open d’Australie et 10 à l’US Open).
- Record de onze demi-finales consécutives à l'Open d'Australie (2004-2014). Il précède Ivan Lendl qui était parvenu six fois de suite à ce stade du tournoi entre 1985 et 1991.
- Record de sept demi-finales consécutives à Wimbledon. Il précède Björn Borg qui était parvenu six fois de suite à ce stade du tournoi entre 1976 et 1981 et Jimmy Connors qui était parvenu six fois de suite à ce stade du tournoi entre 1977 et 1982.
- Federer est le seul joueur dans l'histoire du tennis à atteindre au moins cinq demi-finales consécutives dans tous les Grands Chelems.
- Le seul joueur à avoir atteint les demi-finales de tous les Grands Chelem 5 années consécutives (2005-2009).
- Le seul joueur à atteindre au moins sept demi-finales consécutives dans trois tournois du Grand Chelem (Open d’Australie 2004-2014, Wimbledon 2003-2009 et US Open 2004-2011).
- Il a atteint au moins 1 demi-finales d’un tournoi du Grand Chelem sur 17 années consécutives (2003-2020). Le second est Jimmy Connors avec 12 années consécutives.

#### Records de quarts de finale
- Nombre de quarts de finale consécutifs en Grand Chelem : 36 (record absolu), série interrompue à Wimbledon en 2013. Le deuxième de l'ère Open est Novak Djokovic avec 28 quarts de finale de Grand Chelem d'affilée.
- Seul joueur à avoir atteint 15 quarts de finale à l'Open d'Australie (2004-2014, 2016-2018 et 2020).
- Seul joueur à avoir atteint 11 quarts de finale consécutifs à l'Open d'Australie (2004-2014).
- Seul joueur à avoir atteint 28 quarts de finale sur surface dure (15 à l'Open d'Australie et 13 à l'US Open). Le deuxième est Novak Djokovic avec 26 quarts de finale.
- Seul joueur à avoir atteint 18 quarts de finale de Wimbledon. Jimmy Connors et Novak Djokovic sont deuxièmes avec 14 quarts de finale.

#### Records de huitièmes de finale
- Nombre de huitièmes de finale en Grand Chelem : 69 (record absolu). Le second est Novak Djokovic avec 62 huitièmes de finale.

#### Autres records battus
- Record du nombre de matchs gagnés à l'Open d'Australie avec 102 matchs gagnés. Le deuxième est Novak Djokovic avec 89 matchs gagnés.
- Record du nombre de matchs gagnés à Wimbledon avec 105 matchs gagnés. Le deuxième est Novak Djokovic avec 92 matchs gagnés.
- Record du nombre de matchs gagnés en Grand Chelem sur surface dure avec 191 matchs gagnés (102 à l’Open d’Australie et 89 à l’US Open). Le deuxième est Novak Djokovic avec 177 matchs gagnés (89 à l'Open d'Australie et 88 à l'US Open).
- Record du nombre de matchs joués en Grand Chelem avec 429 matchs joués. Le deuxième est Novak Djokovic avec 425 matchs joués.
- Record du nombre de matchs joués à l'Open d'Australie avec 117 matchs joués. Le deuxième est Novak Djokovic avec 97 matchs joués.
- Record du nombre de matchs joués à Wimbledon avec 119 matchs joués. Le deuxième est Novak Djokovic avec 103 matchs joués.
- Record du nombre de matchs joués en Grand Chelem sur surface dure avec 220 matchs joués. Le deuxième est Novak Djokovic avec 198 matchs joués.
- Record de sets remportés consécutivement en tournois du Grand Chelem : 36 (record absolu, fin de série contre Tommy Robredo à Roland-Garros 2007, le deuxième est John McEnroe avec 35).
- Record de l'ère Open du nombre de matchs remportés consécutivement à l'US Open : 41 (de 2004 à 2009)[6]. (Le record depuis les débuts du tennis est de 42 par Bill Tilden, entre 1920 et 1926)[7].
- Record de sets remportés consécutivement à l'Open d'Australie : 30 (de 2006 à 2008). (Fin de série face à Janko Tipsarević au 3e tour de l'Open d'Australie 2008)[8] (Record de l'ère Open devant Ken Rosewall qui en avait remporté 26 successivement)[9].
- Lors de la finale de Wimbledon en 2009 gagnée face à Andy Roddick en 5 sets, il bat le record du nombre d'aces en finale, avec 50 réalisations.
- Plus jeune joueur à remporter 12 tournois du Grand Chelem après sa victoire à l'US Open 2007, à 26 ans et 32 jours. Il est aussi le plus jeune vainqueur de 13 tournois du Grand Chelem (27 ans et trente jours à l'US Open 2008), 14 tournois du Grand Chelem (27 ans et 303 jours à Roland Garros 2009), 15 tournois du Grand Chelem (27 ans et 331 jours à Wimbledon 2009), 16 tournois du Grand Chelem (28 ans et 176 jours à l'Open d'Australie 2010), 17 tournois du Grand Chelem (30 ans et 335 jours à Wimbledon 2012) et 18 tournois du Grand Chelem (35 ans et 173 jours).

### Records égalés

#### Records de victoires
- Il est un des huit joueurs de l'histoire à avoir remporté les 4 tournois du Grand Chelem.
- Il est l'un des cinq joueurs de l'ère Open, avec Rod Laver, Björn Borg, Rafael Nadal et Novak Djokovic à réaliser le doublé Roland-Garros/Wimbledon.
- Comme Björn Borg de 1976 à 1980, il remporte cinq fois le tournoi de Wimbledon consécutivement de 2003 à 2007 (record dans l'ère Open égalé).
- Nombre de victoires à l'US Open : 5. Il égale le record de Jimmy Connors et de Pete Sampras dans l'ère Open (le record avant l'ère open est de 7 par William Larned, Richard Sears et Bill Tilden).
- Il a atteint au moins 1 quarts de finales d’un tournoi du Grand Chelem sur 18 années consécutives (2003-2021), ex aequo avec Novak Djokovic (2006-2023)
- Federer a vaincu douze adversaires différents en finale de Grand Chelem (ex aequo avec Novak Djokovic)

#### Records de finales
- Il est le seul, avec Björn Borg, à participer 4 fois consécutivement aux finales de Roland-Garros et de Wimbledon la même année (Borg de 1978 à 1981 ; Federer de 2006 à 2009).
- Il a remporté ses 7 premières finales de Grand Chelem, égalant le record de Richard Sears et de William Renshaw qui avaient réalisé cette performance dans les années 1880. Dans l'ère Open, Jimmy Connors, Björn Borg, Stanislas Wawrinka et Stefan Edberg ont perdu la 4e finale qu'ils ont disputée.

#### Record de demi-finales
- Record du nombre de demi-finales atteintes dans un tournoi du Grand Chelem avec 15 à l'Open d'Australie, à égalité avec Rafael Nadal qui compte 15 demi-finales à Roland-Garros.

#### Autres records
- Comme 4 autres joueurs, il a gagné au moins un tournoi du Grand Chelem de l'ère Open sans perdre un seul set (Open d'Australie 2007, Wimbledon 2017). Les autres sont Ken Rosewall (Open d'Australie 1971), Ilie Năstase (Roland-Garros 1973), Rafael Nadal (Roland-Garros 2008, 2010, 2017 et 2020), et Björn Borg (Wimbledon 1976, Roland-Garros 1978 et 1980).
- 11 matchs remportés consécutivement sans perdre un set en Grand Chelem (égalant le record de John McEnroe en 1984), fin de série contre Tommy Robredo à Roland Garros 2007.
- Il est un des seuls joueurs avec Pat Cash, Stefan Edberg et Björn Borg à avoir remporté Wimbledon à la fois en junior et en senior.
- Joueur ayant participé au plus grand nombre de tournois du Grand Chelem : 81, à égalité avec Feliciano López.

## Au Masters

### Records battus
- Record du nombre de matchs remportés au Masters avec 59 victoires. Novak Djokovic est deuxième avec 50 victoires.
- Federer a atteint dix fois la finale du Masters, soit une de plus qu'Ivan Lendl et Novak Djokovic.
- Federer a atteint seize fois les demi-finales du Masters, soit quatre de plus qu'Ivan Lendl et Novak Djokovic.
- Federer est le seul joueur à avoir participé 17 fois au Masters (2002-2015 et 2017-2019). Le second est Novak Djokovic avec 16 participations.
- Federer est le seul joueur à avoir participé 14 fois consécutivement au Masters (2002 à 2015). Le 2e est Ivan Lendl avec 12 participations consécutives.
- Federer a joué contre 8 adversaires différents dans les dix finales qu’il a disputées (Andre Agassi, Lleyton Hewitt, David Nalbandian, James Blake, David Ferrer, Rafael Nadal, Jo-Wilfried Tsonga et Novak Djokovic). Novak Djokovic en a quant à lui affronté 7 (Davydenko, Federer, Nadal, Murray, Zverev, Ruud et Sinner).
- Aucune défaite dans le Round Robin du Masters en 2002, 2003, 2004, 2005 et 2006 soit 15 matchs consécutifs en Round Robin (fin de série contre Fernando González au Masters 2007), record absolu.
- En 2005, Roger Federer bat Gastón Gaudio en deux sets 6-0, 6-0 en demi-finale, ce qui n'était encore jamais arrivé dans l'histoire du Masters.

### Records égalés
- Il a remporté cinq fois le Masters sans perdre un seul match (en 2003, 2004, 2006, 2010 et 2011). Ivan Lendl avait aussi réalisé cette performance cinq fois, en 1981, 1982, 1985, 1986 et 1987.
- Federer est le seul joueur avec Novak Djokovic à remporter le Masters dans trois villes différentes (deux fois à Houston, deux fois à Shanghai et deux fois à Londres)

## Dans les Masters 1000

### Records battus
- Il détient le record de titres au Masters de Cincinnati avec 7 titres. Mats Wilander est deuxième avec 4 titres.
- Il détient le record de titres au Masters de Hambourg[10] avec 4 titres.
- En 2019, il devient le plus vieux finaliste et vainqueur dans un Masters 1000.

### Records égalés
- Il partage le record de titres au Masters d'Indian Wells avec 5 titres, à égalité avec Novak Djokovic.
- Il partage le record de finales dans les différents tournois de la catégorie Masters 1000 en carrière : 9 sur 9 possibles, comme Novak Djokovic et Rafael Nadal. À signaler qu'il a également atteint la finale à Hambourg, anciennement Masters 1000.

## Dans les ATP 500

### Records battus
- Record de titres en ATP 500 avec 24 titres.
- Record de titres au tournoi de Dubaï avec 8 titres.
- Record de titres au tournoi de Halle avec 10 titres (7 fois ATP 250 et 3 fois ATP 500).
- Record de titres au tournoi de Bâle avec 10 titres (3 fois ATP 250 et 7 fois ATP 500).
- Seul joueur à avoir gagné 4 fois le tournoi de Hambourg (4 fois Masters 1000).
- Il a gagné le tournoi de Bâle 3 fois d’affilée (3 fois ATP 250 + 3 fois ATP 500).
- Il a atteint 15 fois la finale du tournoi de Bâle (5 fois ATP 250 et 10 fois ATP 500).
- Il a atteint 10 fois la finale du tournoi de Dubaï.
- Il a atteint 5 fois la finale du tournoi de Hambourg (5 fois Masters 1000).

### Records égalés
- Il a remporté 3 fois le tournoi de Rotterdam comme Arthur Ashe et Jimmy Connors.
- Il a remporté 3 fois consécutivement le tournoi de Dubaï comme Novak Djokovic.

## Dans les ATP 250

### Records battus
- Record du nombre de finales atteintes en ATP 250 : 34.
- Record de titres au tournoi de Halle avec 10 titres (7 fois ATP 250 et 3 fois ATP 500).
- Record de titres au tournoi de Doha avec 3 titres.
- Record de titres au tournoi de Thaïlande avec 2 titres.
- Seul joueur à avoir gagné le tournoi de Halle quatre fois d’affilée.
- Il a atteint treize fois la finale du tournoi de Halle (9 fois ATP 250 et 4 fois ATP 500).

## Hopman Cup

### Record battu
- Record de titres en Hopman Cup avec 3 titres.

### Record égalé
- Record de 2 titres consécutifs en Hopman Cup, à égalité avec James Blake et Belinda Bencic (sa coéquipière pendant ces 2 titres).

## Classements et points ATP

### Records battus
- Record de semaines consécutives classé no 1 mondial avec 237 semaines consécutives (du 2 février 2004 au 18 août 2008). Le deuxième est Jimmy Connors avec 160 semaines consécutives[11].
- Record de semaines consécutives classé dans le top 2 avec 346 semaines consécutives (du 17 novembre 2003 au 4 juillet 2010). Le deuxième est Novak Djokovic avec 325 semaines consécutives.
- Record de la période entre sa première (2 février 2004) et sa dernière (24 juin 2018) occupation de la tête du classement, soit quatorze ans et quatre mois.
- Record de semaines classé dans le top 3 avec 750 semaines. Battu par Novak Djokovic avec 751 semaines.
- Record de semaines classé dans le top 4 avec 804 semaines. Le deuxième est Novak Djokovic avec 783 semaines.
- Record de semaines classé dans le top 5 avec 859 semaines. Le deuxième est Rafael Nadal avec 837 semaines.
- Record de semaines classé dans le top 10 avec 968 semaines. Le deuxième est Rafael Nadal avec 912 semaines.
- Record de semaines classé dans le top 20 avec 1064 semaines. Le deuxième est Rafael Nadal avec 938 semaines.
- Record de semaines classé dans le top 100 avec 1167 semaines. Le deuxième est Rafael Nadal avec 1040 semaines.
- Federer est le seul joueur à avoir terminé l'année dans le top 2 pendant 8 années consécutives (de 2003 à 2010).
- Federer est le seul joueur à avoir été classé numéro un mondial lors de trois olympiades successives (en 2004 à Athènes, en 2008 à Pékin et en 2012 à Londres).

### Records égalés
- Record d'années terminées dans le top 3 : 15 ans, à égalité avec Novak Djokovic.
- Record d'années terminées dans le top 4 : 15 ans, à égalité avec Rafael Nadal et Novak Djokovic.
- Record d'années terminées dans le top 5 : 16 ans, à égalité avec Rafael Nadal et Novak Djokovic.
- Record d'années terminées dans le top 10 : 18 ans, à égalité avec Rafael Nadal.

## Tournois ATP

### Records battus
- Plus grand nombre de tournois gagnés sur gazon avec 19 titres.
- Plus grand nombre de tournois gagnés en dur indoor avec 24 titres.
- Plus grand nombre de matchs gagnés sur dur avec 776 victoires.
- Il a atteint la finale dans 94,1 % des tournois qu'il joue sur une même année (en 2006). Le second est Novak Djokovic, qui a atteint la finale de 93,75 % des tournois qu'il a joués en 2015.
- Il est le seul joueur de l'histoire à avoir gagné plus de 10 tournois trois années consécutives. En effet, il en remporte 11 en 2004 et 2005, et 12 en 2006. Sa série s'arrête en 2007, avec 8 tournois gagnés cette année-là.
- Il est le seul joueur à avoir gagné au moins 7 fois cinq tournois différents (à Dubaï, Halle, Wimbledon, Cincinnati et Bâle).
- Il est le seul joueur à avoir gagné au moins 10 fois deux tournois différents sur deux surfaces différentes (à Halle sur gazon, et à Bâle sur moquette/dur).
- Federer a atteint 15 fois la finale d’un même tournoi ATP (celui de Bâle).
- Federer a atteint 10 fois consécutivement la finale d'un tournoi ATP (celui de Bâle).
- Nombre d'années consécutives avec au moins 1 finale en tournoi ATP : 20 années.

### Records égalés
- Plus grand nombre de tournois gagnés sur dur avec 71 titres, à égalité avec Novak Djokovic.
- Il a atteint la finale de tous les grands tournois du tennis : les 4 Grands Chelems, les 9 Masters 1000, le Masters, les Jeux olympiques et la Coupe Davis. Avec Rafael Nadal et Novak Djokovic, il est l'un des trois joueurs à avoir réussi cet exploit.
- Seul joueur avec Rafael Nadal et Novak Djokovic à avoir gagné au moins dix fois le même tournoi.
- Il est le seul avec Novak Djokovic (Open d'Australie, Miami, Rome, Wimbledon, Pékin, Paris-Bercy, Masters) à avoir gagné au moins 6 fois sept tournois différents (à l'Open d'Australie, Dubaï, Halle, Wimbledon, Cincinnati, Bâle et au Masters).

## Autres
- Il détient le record absolu de distinctions aux Laureus World Sports Awards, avec cinq victoires de 2005 à 2008 et en 2018, dans la catégorie Laureus World Sportsman of the Year et une victoire en 2018 dans la catégorie Laureus World Comeback of the Year.
- Il totalise un record de 40 ATP Awards.
- Federer n'a jamais perdu un match par abandon tout au long de sa carrière professionnelle, soit 25 années (1998-2022). Son seul match perdu sur abandon remonte à 1998, lors des quarts de finale d'un tournoi junior en Belgique (Astrid Bowl de Loverval), contre le Danois Bob Borella durant lequel seul le premier set a été joué (perdu 6-4 par Federer). Il avait dans le même temps déclaré forfait pour la demi-finale en double qu'il devait jouer en compagnie d'Olivier Rochus[12].
- Federer détient le record de temps passé sans encaisser un 6-0 : 13 ans, entre sa défaite 6-1, 6-3, 6-0 contre Rafael Nadal en finale de Roland-Garros en juin 2008 et sa défaite 6-3, 7-64, 6-0 contre Hubert Hurkacz en quart de finale de Wimbledon en juillet 2021.
- Il est l'un des cinq joueurs à avoir remporté les quatre tournois du Grand Chelem et la Coupe Davis dans l'ère Open. Les autres sont Rod Laver, Andre Agassi, Rafael Nadal et Novak Djokovic[13].
- Federer détient le record du match en deux sets gagnants le plus long de l'ère Open, lors de la demi-finale du tournoi olympique de Londres 2012 contre l'Argentin Juan Martín del Potro, qu'il a remportée 3-6, 7-65, 19-17 en 4 h 26[14].
- En 2010, il devient le premier joueur de l'histoire à remporter pour la sixième fois consécutive le prix Orange, qui récompense le joueur le plus sympathique du tournoi de Roland-Garros (2005-2006-2007-2008-2009-2010)[15],[16].

## Manquent à son palmarès
Sur les seize épreuves majeures du tennis (les quatre tournois du Grand Chelem, les neuf Masters 1000, le Masters, la Coupe Davis et les Jeux Olympiques), il n'y en a seulement trois que Roger Federer n'a pas remportées :
- les Masters 1000 de Monte-Carlo et de Rome dont il a perdu 4 finales dans les deux tournois ;
- les Jeux olympiques en simple (1 finale perdue). Après ses échecs à Sydney en 2000, à Athènes en 2004 et à Pékin en 2008, Federer a remporté seulement l'argent olympique, battu par Andy Murray en finale de Londres en 2012. Toutefois, il a remporté l'or olympique en double avec son compatriote Stanislas Wawrinka à Pékin en 2008.

## Comparaison du palmarès de Roger Federer avec les meilleurs joueurs de l'ère Open

### Classement par titres majeurs
| Rang | Joueur          | Open d'Australie | Roland-Garros | Wimbledon | US Open | Masters | Jeux olympiques | Total |
| ---- | --------------- | ---------------- | ------------- | --------- | ------- | ------- | --------------- | ----- |
| 1.   | Novak Djokovic  | 10               | 3             | 7         | 4       | 7       | 1               | 32    |
| 2.   | Roger Federer   | 6                | 1             | 8         | 5       | 6       | 0               | 26    |
| 3.   | Rafael Nadal    | 2                | 14            | 2         | 4       | 0       | 1               | 23    |
| 4.   | Pete Sampras    | 2                | 0             | 7         | 5       | 5       | 0               | 19    |
| 5.   | Björn Borg      | 0                | 6             | 5         | 0       | 2       | 0               | 13    |
| =    | Ivan Lendl      | 2                | 3             | 0         | 3       | 5       | 0               | 13    |
| 7.   | Andre Agassi    | 4                | 1             | 1         | 2       | 1       | 1               | 10    |
| =    | John McEnroe    | 0                | 0             | 3         | 4       | 3       | 0               | 10    |
| 9.   | Jimmy Connors   | 1                | 0             | 2         | 5       | 1       | 0               | 9     |
| =    | Boris Becker    | 2                | 0             | 3         | 1       | 3       | 0               | 9     |
| 11.  | Mats Wilander   | 3                | 3             | 0         | 1       | 0       | 0               | 7     |
| =    | Stefan Edberg   | 2                | 0             | 2         | 2       | 1       | 0               | 7     |
| 13.  | Andy Murray     | 0                | 0             | 2         | 1       | 1       | 2               | 6     |
| =    | Ilie Năstase    | 0                | 1             | 0         | 1       | 4       | 0               | 6     |
| 15.  | Guillermo Vilas | 2                | 1             | 0         | 1       | 1       | 0               | 5     |

### Classement par nombre de semainesno1mondial
Au 2 décembre 2024
| Rang | Joueur         | Nombre de semaines no 1 mondial | Nombre d’années no 1 mondial | Record de semaines consécutives |
| ---- | -------------- | ------------------------------- | ---------------------------- | ------------------------------- |
| 1.   | Novak Djokovic | 428                             | 8                            | 122                             |
| 2.   | Roger Federer  | 310                             | 5                            | 237                             |
| 3.   | Pete Sampras   | 286                             | 6                            | 102                             |
| 4.   | Ivan Lendl     | 270                             | 4                            | 157                             |
| 5.   | Jimmy Connors  | 268                             | 5                            | 160                             |
| 6.   | Rafael Nadal   | 209                             | 5                            | 56                              |
| 7.   | John McEnroe   | 170                             | 4                            | 58                              |
| 8.   | Björn Borg     | 109                             | 2                            | 46                              |
| 9.   | Andre Agassi   | 101                             | 1                            | 52                              |